# Takinogawa
Takinogawa (滝野川) és un barri del districte especial de Kita, a Tòquio, Japó. En el passat també fou un municipi amb la classificació de vila i un districte urbà.

## Geografia
El barri de Takinogawa es troba localitzat al sud geogràfic del districte especial de Kita, a la part nord de Tòquio. Takinogawa limita amb els barris de Jūjō-dai i Ōji-honchō al nord; amb Ōji i Nishigahara a l'est; amb Kami-Ikebukuro i Nishi-Sugamo (a Toshima) al sud i amb Itabashi (a Itabashi) a l'oest. Pel barri de Takinogawa passa el riu Shakujii, el qual nàix a la ciutat de Kodaira, a Tòquio, i mor a Kita, acabant dins del cabdal del riu Sumida.

### Sub-barris
El barri compta amb set sub-barris:
- Takinogawa 1 chōme (滝野川一丁目)
- Takinogawa 2 chōme (滝野川二丁目)
- Takinogawa 3 chōme (滝野川三丁目)
- Takinogawa 4 chōme (滝野川四丁目)
- Takinogawa 5 chōme (滝野川五丁目)
- Takinogawa 6 chōme (滝野川六丁目)
- Takinogawa 7 chōme (滝野川七丁目)

## Història
Abans de l'era Meiji, el territori que actualment és el barri de Takinogawa era un conjunt de llogarets agràris als suburbis d'Edo que formava part de l'actualment desaparegut districte de Toshima, a l'antiga província de Musashi. Quan l'any 1889 s'establí la llei de municipis, es creà el districte de Kita-Toshima (actualment desaparegut) d'una part de l'antic districte de Toshima i el poble de Takinogawa. L'any 1913 el poble de Takinogawa assoliria la condició legal de vila.
L'any 1932, l'actualment dissolta ciutat de Tòquio va absorbir tot el districte de Kita-Toshima amb els seus municipis, com ara Takinogawa. El nom de Takinogawa esdevingué aleshores el d'un nou districte urbà que integrava els actuals barris de Kami-Nakazato, Sakae-chō, Shōwa-machi, Takinogawa, Tabata, Tabata-shinmachi, Nakazato, Nishigahara i Higashi-Tabata. Quan l'any 1943 la ciutat i la prefectura de Tòquio es fussionen en una sola entitat política, l'actual Tòquio, el districte urbà de Takinogawa romàn inalterat, passant a estar ara sota control del nou govern metropolità.
El 15 de març de 1947, ja aprovada la llei d'autonomia local, nàix l'actual districte especial de Kita de la fusió dels antics districtes de Takinogawa i Ōji. Des de llavors, una xicoteta secció de l'antic municipi i després districte de Takinogawa esdevé ara un simple barri del nou districte, patint successives alteracions territorial al llarg dels anys fins a l'actualitat.

## Transport

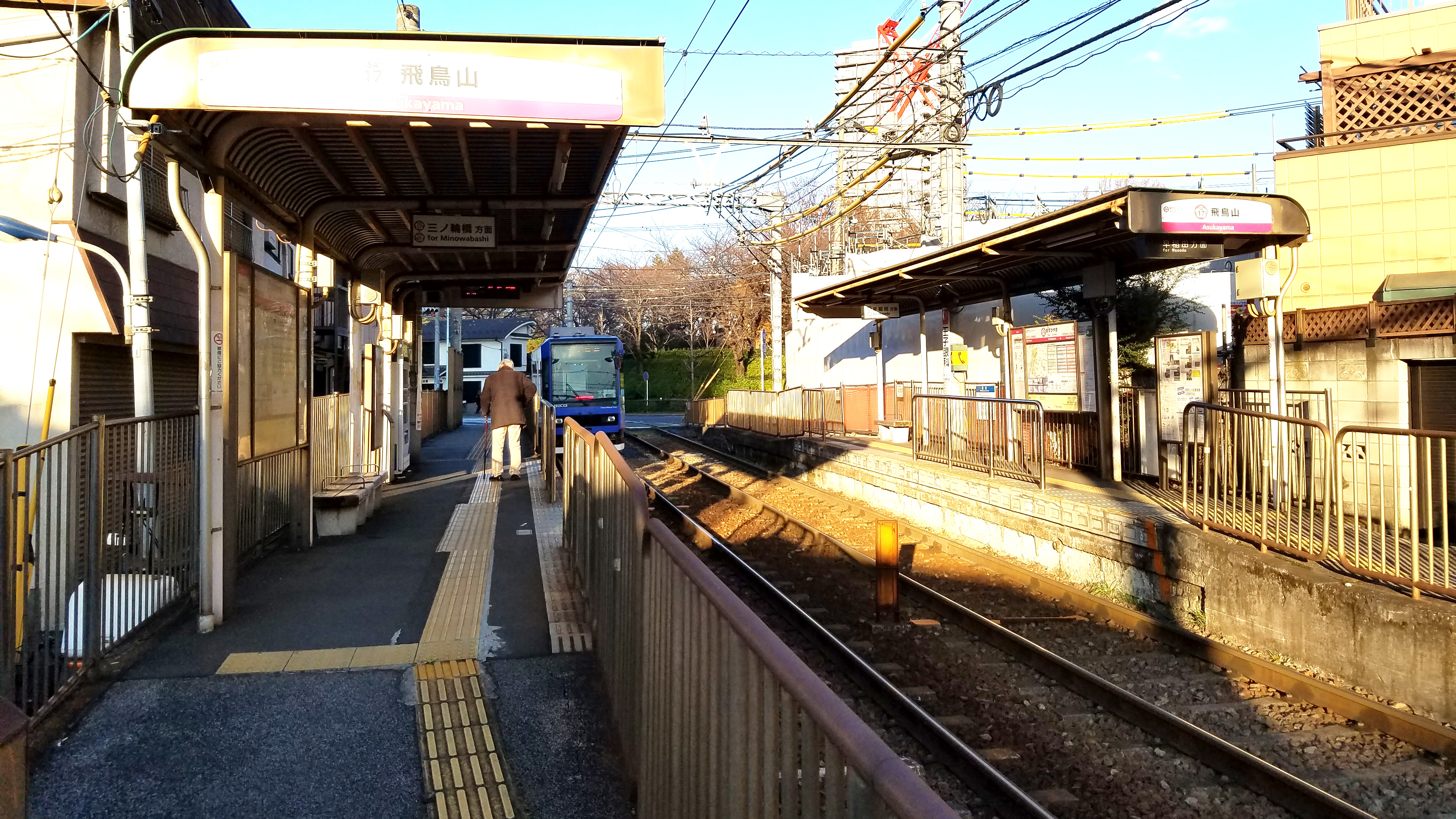
estació d'Asukayama

### Ferrocarril
- Companyia de Ferrocarrils del Japó Oriental (JR East)
  - Itabashi (Només la part oriental)
- Tramvia Metropolità de Tòquio
  - Takinogawa-1 chōme - Asukayama

### Carretera
- N-17 - N-122
- TK-306